# Praseodymium(III)oxide
Praseodymium(III)oxide is een oxide van praseodymium en heeft als brutoformule Pr2O3. De stof komt voor als wit kristallijn poeder.

## Synthese
Praseodymium(III)oxide kan bereid worden door de reactie van praseodymium(III)chloride met water, waarbij praseodymium(III)hydroxide gevormd wordt, dat nadien gedehydrateerd wordt door verhitting:
{\displaystyle {\ce {2PrCl3 + 3H2O -> Pr(OH)3 + 3HCl}}}
{\displaystyle {\ce {2Pr(OH)3 -> Pr2O3 + 3H2O}}}
Jaarlijks wordt wereldwijd ongeveer 2500 ton praseodymium(III)oxide geproduceerd.

## Kristalstructuur
De kristalstructuur van praseodymium(III)oxide is vergelijkbaar met die van lanthaan(III)oxide en mangaan(III)oxide. De verbinding bezit een hexagonale kristalstructuur en behoort tot ruimtegroep P-3m1.
Formeel is praseodymium(III)oxide een sesquioxide.

## Toepassingen
Praseodymium(III)oxide kan in combinatie met silicium gebruikt worden als diëlektricum. Glas dat met praseodymium(III)oxide is gedoteerd wordt didymiumglas genoemd en verkleurt geel. Het wordt gebruikt als gezichtsbescherming tegen infrarode straling bij het lassen. Praseodymium(III)oxide wordt verder aangewend om glas en keramiek geel te kleuren.